# 馬科斯·莫里尼戈
馬科斯·安東尼奧·莫里尼戈·弗萊塔斯（西班牙語：Marcos Antonio Morínigo Fleytas，1848年10月8日—1901年7月13日）是一名巴拉圭政治人物，1894年擔任巴拉圭總統。
莫里尼戈於1848年出生於基基奧。1881年，他首次當選眾議院議員，並在此職位上任職九年多。1887年，莫里尼戈參與創建國家共和聯盟，並於1890年當選為巴拉圭副總統（與胡安·瓜爾韋托·岡薩雷斯總統並列）。岡薩雷斯被解職後，他於1894年6月8日成為總統，直到法定任期結束（1894年11月25日）。1895年，莫里尼戈當選參議員。他於1901年在亞松森去世，享年52歲。